# Мільтіад Старший
Мільтіад Старший — афінський політик, засновник та тиран міста Херсонеса Фракійський з 560 до 524 року до н. е.

## Життєпис
Мільтіад народився в Афінах у родині Кіпсела із знатного роду Філаїдів. Був серед тих, хто був налаштований проти тирана Пісістрата. Він був потенційним суперником останнього у захопленні влади у Афінах. Тому Пісістрат зробив все, щоб Мільтіад залишив місто.
У 559 році до н. е. долопи, що жили у Пропонтиді запросили Мільтіада очолити їх. Тиран Пісістрат допоміг Мільтіаду залишити Афіни. По прибутті на місце Мільтіад розпочав війну проти апсінфійців. Для цього було збудовано стіна від Кардії до Пактії. Мільтіад Старший розмістив колоністів у цих містах, а також у Кріфоті та Елаї. Водночас він встановив гарні стосунки з царем Лідії Крезом. У 560 році до н. е. Мільтіад заклав місто Херсонес Фракійський, який став центром його володінь. Того ж року переміг на квадригах під час 55-х Олімпійських ігор.
У 546 році до н. е. почалася війна із сусіднім містом Лампсак за контроль над протокою. Під час війни Мільтіад зазнав поразки й потрапив у полон. Незабаром його було звільнено завдяки втручанню царя Креза. До самої смерті Мільтіада точилася боротьба з Лампсаком з перемінним успіхом. Втім Мільтіад Старший мав міцне становище у своїх володіннях. Це допомогло йому спокійно передати владу небожеві Стесагорові.